# 2-Metilbutirato de metila
2-Metilbutirato de metila é o composto orgânico, éster do ácido 2-metilpentanoico do álcool metanol de fórmula C6H12O2, SMILES CCC(C)C(=O)OC e massa molecular 116,16. Apresenta ponto de ebulição 115 °C, densidade 0,88 g/mL a 25 °C e ponto de fulgor 90 °F. É classificado com o número CAS 868-57-5, MOL File 868-57-5.mol e CBNumber CB5265440. É inflamável e irrita pele e olhos.